# سمی گیل
سمی گیل (انگلیسی: Sami Gayle؛ زادهٔ ۲۲ ژانویهٔ ۱۹۹۶) بازیگر اهل ایالات متحده آمریکا است. وی از سال ۲۰۰۹ میلادی تاکنون مشغول فعالیت بوده است.
از فیلم‌هایی که وی در آن نقش داشته است می‌توان به جدایی، دزدیده شده، نجیب‌زادگان، آبنبات شیشه‌ای، عشق و نفرت و آکادمی خون‌آشامی اشاره کرد.